# Valerian Gracias
Valerian Gracias, né le 23 octobre 1900 à Karachi alors en Inde britannique, aujourd'hui au  Pakistan, et décédé 11 septembre 1978 à Bombay, est un prêtre indien, premier archevêque indien de Bombay en 1950. Trois ans plus tard, en 1953, il est créé cardinal de l'Église catholique par le pape Pie XII, premier cardinal indien.

## Biographie

### Famille et formation
Né dans une famille goanaise dont le père, à la recherche de travail, avait émigré à Karachi, Valerian et sa sœur Pauline sont bientôt orphelins de leur père (1908). Leur mère Carlotta, bien qu'à peine lettrée, veillera soigneusement à leur éducation.
Ses études secondaires terminées au collège Saint-Patrick, Valerian entre au séminaire de Mangalore en 1917. Pour des raisons de santé il poursuit sa formation théologique au séminaire de Kandy (Sri Lanka) où il termine ses études avec un ‘summa cum laude’. Ordonné prêtre le 3 octobre 1926. Il est nommé dans une paroisse de Bandra, un faubourg de Bombay, où il fait montre d'un grand talent oratoire.  
Sur la recommandation du recteur du séminaire de Kandy, le jeune Gracias est envoyé à l'Université Grégorienne de Rome pour une spécialisation en théologie (1927-1929). À son retour il est nommé secrétaire de Mgr Joaquim D'Lima - dernier archevêque portugais de Bombay - un poste qu’il occupe jusqu'en 1936.

### Évêque, archevêque et cardinal
En ces années d'effervescence nationaliste qui conduisent lentement mais surement le pays à l'indépendance, Thomas Roberts, archevêque (anglais) de Bombay estime nécessaire d'avoir un auxiliaire indien qui prendrait dès que possible sa succession. Il propose au pape le nom de Gracias. En 1946 Valerian Gracias est nommé évêque auxiliaire de Bombay par Pie XII, avec Thennesus (de) comme siège titulaire.
A diverses époques Gracias est rédacteur en chef du Messenger of Sacred Heart, membre du comité de rédaction du Clergy Monthly, revue mensuelle de formation théologique pour le clergé indien, et coéditeur de The Examiner, journal hebdomadaire de l'archidiocèse. Il est surtout orateur de grand talent et est invité comme conférencier dans son pays et à l’étranger.
En 1950 Mgr Thomas Roberts donne sa démission - un fait rare à l'époque - pour permettre la promotion de Valerian Gracias comme archevêque de Bombay: premier archevêque indien de l'importante métropole commerciale et financière sur la côte occidentale de l'Inde.
Trois ans plus tard Pie XII le crée cardinal lors du consistoire du 12 janvier 1953 avec le titre de Santa Maria in Via Lata. Le gouvernement de Jawaharlal Nehru se félicite publiquement de cette nomination.

### L'archidiocèse de Bombay
A l’occasion de la visite de la Vierge pèlerine de Fatima le jeune cardinal organise le congrès marial national de Bombay (1954). Ce premier grand rassemblement des catholiques du pays est un succès. De 1954 à 1972 Mgr Gracias est président de la conférence des évêques catholiques d'Inde. En plusieurs occasions il représente l'Église indienne lors de rencontres internationales. Son éloquence, soutenue par une courtoisie naturelle et un grand respect des autres, fait merveille. 
Désirant assurer la formation de ses prêtres dans son diocèse même il fonde le grand séminaire diocésain de Bombay, sis à Goregaon. Le séminaire ouvre ses portes en 1960.
Il participe au conclave de 1958 (élection de Jean XXIII) et au conclave de 1963 (élection de Paul VI), ainsi qu'aux quatre sessions du concile Vatican II de 1962 à 1965. 
La réussite du rassemblement de 1954 n'est pas passée inaperçue au Saint-Siège. Aussi lui confie-t-on l'organisation du 38e Congrès eucharistique international. Les assises du congrès se tiennent du 28 novembre au 6 décembre 1964. Gracias a la grande joie de recevoir le pape Paul VI à Bombay. Les plus hauts dignitaires du pays sont présents. Le 'mémorial' de ce congrès est la fondation du St.John Medical College de Bangalore, un projet cher au cœur du cardinal Gracias. Le chantier s'ouvrira en 1968. La pierre d'angle en fut bénie par Paul VI lors de son passage à Bombay. 
En reconnaissance pour les éminents et nombreux services rendus au pays le cardinal Gracias reçoit la haute distinction civile Padma Vibhushan des mains du président de l'Inde, Sarvepalli Radhakrishnan (20 avril 1966). Proche du premier ministre, Jawaharlal Nehru, il parvient à résoudre la délicate question de la nomination des évêques, sur laquelle le gouvernement indien souhaitait avoir un droit de regard.
Le cardinal Gracias est également l’âme du ‘All India Seminar’ organisé en 1969 par la Conférence des évêques pour mettre en route au sein de l’Église locale les orientations données par le concile Vatican II auquel il avait activement participé.
Son état de santé ne lui permet pas de participer au premier conclave de 1978. Il meurt le 11 septembre 1978, seul cardinal à mourir durant le bref pontificat de Jean-Paul Ier élu lors de ce conclave.